# Steyerbromelia
Steyerbromelia là một chi thực vật có hoa trong họ Bromeliaceae.